# Mikko Ampuja
Mikko Ampuja, född 25 oktober 1882 i Viborgs landskommun, död 16 september 1947 i Helsingfors, var en finländsk politiker.
Ampuja var ursprungligen filare, men inriktade på en karriär som fackföreningsman. Han var ledamot av Finlands riksdag för socialdemokraterna 1919–1941, men uteslöts som en av de så kallade sexlingarna ur partiet och hölls fängslad 1941–1944. Efter krigsslutet anslöt han sig till Socialistiska enhetspartiet och var en kort tid 1944 ledamot av Finlands riksdag för Demokratiska förbundet för Finlands folk (DFFF). Han utgav memoarerna Pajasta parlamenttiin (1947).